# Ninnindale
Ninnindale è un film de 2014, diretto da Jayanth C. Paranjee.

## Colonna sonora
1. Karthik, Sravana Bhargavi – Bolo Bham Bham – 5:06
2. Vishal Dadlani – Don't Care – 4:40
3. Sweekar, Chaitra H. G. – Haaru Haaru – 4:10
4. Arijit Singh – Mouna Thalithe – 5:10 (testo: Jayanth Kaikini)
5. Vijay Prakash, Chinmayi, Sudhamayi – Ninthe Ninthe – 4:55
6. Karthik, Anuradha Bhat – Neenu Iruvaga – 4:44